# Real Marcianise Calcio 2008-2009
Questa voce raccoglie le informazioni riguardanti il Real Marcianise Calcio nelle competizioni ufficiali della stagione 2008-2009.

## Stagione
In questa stagione il presidente Bizzarro chiama in panchina Luca Fusi, ex calciatore del Napoli della Coppa UEFA e del secondo scudetto. Nell'organico subentra invece, come direttore sportivo, un'altra personalità storica legata al Napoli: Vincenzo Montefusco.
Nel campionato 2008-2009 ha conseguito alcuni risultati importanti, come la sconfitta in casa e in trasferta di alcune delle squadre favorite per la promozione, come il Foggia e l'Arezzo, ma ha avuto un andamento altalenante, chiudendo perciò il campionato al settimo posto e condividendo, assieme al Benevento, il minimo stagionale di reti subite in casa.
L'attaccante Riccardo Innocenti si è confermato vice-capocannoniere del girone B con 16 reti.
È stato eliminato al primo turno sia in Coppa Italia che in Coppa Italia Lega Pro, rispettivamente da Novara e Sorrento.

## Organigramma societario
- Presidente: Salvatore Bizzarro
- Direttore sportivo: Vincenzo Montefusco
- Allenatore: Luca Fusi
- Preparatore atletico: Prof. Salvatore Varracchio.
- Fisioterapista-Massaggiatore: Francesco De Biasi.

## Divise e sponsor
| Prima Divisa | Seconda Divisa |

Lo sponsor ufficiale è stato Bizzarro autoservizi, mentre lo sponsor tecnico è stato Asics.

## Rosa
| N. |                   | Ruolo | Calciatore         |
| -- | ----------------- | ----- | ------------------ |
|    | Italia (bandiera) | P     | Ermanno Fumagalli  |
|    | Italia (bandiera) | P     | Pasquale Mezzacapo |
|    | Italia (bandiera) | P     | Andrea Pozzi       |
|    | Italia (bandiera) | D     | Michele Ciano      |
|    | Italia (bandiera) | D     | Liberato Filosa    |
|    | Italia (bandiera) | D     | Michele Murolo     |
|    | Italia (bandiera) | D     | Gennaro Porpora    |
|    | Italia (bandiera) | D     | Massimo Russo      |
|    | Italia (bandiera) | D     | Antonio Vanacore   |
|    | Italia (bandiera) | C     | Marco Compagnone   |
|    | Italia (bandiera) | C     | Michele D'Ambrosio |

| N. |                   | Ruolo | Calciatore           |
| -- | ----------------- | ----- | -------------------- |
|    | Italia (bandiera) | C     | Rosario De Rosa      |
|    | Italia (bandiera) | C     | Matteo Della Ventura |
|    | Italia (bandiera) | C     | Bruno Di Napoli      |
|    | Italia (bandiera) | C     | Gaetano Manco        |
|    | Italia (bandiera) | C     | Andrea Montanari     |
|    | Italia (bandiera) | C     | Angelo Piscitelli    |
|    | Italia (bandiera) | C     | Alfredo Romano       |
|    | Italia (bandiera) | A     | Salvatore Galizia    |
|    | Italia (bandiera) | A     | Riccardo Innocenti   |
|    | Italia (bandiera) | A     | Gaetano Poziello     |
|    | Italia (bandiera) | A     | Cosimo Tedesco       |

## Calciomercato
Cessioni: Massimiliano Raucci (Casertana, dicembre 2008)

## Risultati

### Lega Pro Prima Divisione
| andata       | 1ª giornata             | ritorno      |
| 31 ago. 2008 |                         | 11 gen. 2009 |
| 2-1          | Ternana-Real Marcianise | 0-0          |

| andata       | 4ª giornata             | ritorno     |
| 21 set. 2008 |                         | 8 feb. 2009 |
| 0-1          | Real Marcianise-Taranto | 0-1         |

| andata       | 7ª giornata             | ritorno      |
| 12 ott. 2008 |                         | 1º mar. 2009 |
| 0-0          | Real Marcianise-Foligno | 1-1          |

| andata      | 10ª giornata           | ritorno      |
| 2 nov. 2008 |                        | 29 mar. 2009 |
| 1-1         | Benevento-R.Marcianise | 2-2          |

| andata       | 13ª giornata            | ritorno      |
| 23 nov. 2008 |                         | 19 apr. 2009 |
| 0-0          | Real Marcianise-Potenza | 1-2          |

| andata       | 16ª giornata             | ritorno      |
| 14 dic. 2008 |                          | 10 mag. 2009 |
| 1-1          | Sorrento-Real Marcianise | 1-1          |

| andata      | 2ª giornata              | ritorno      |
| 7 set. 2008 |                          | 18 gen. 2009 |
| 1-0         | Real Marcianise-Paganese | 0-0          |

| andata       | 5ª giornata             | ritorno      |
| 28 set. 2008 |                         | 15 feb. 2009 |
| 2-1          | Real Marcianise-Pescara | 1-1          |

| andata       | 8ª giornata               | ritorno      |
| 19 ott. 2008 |                           | 15 mar. 2009 |
| 3-0          | V. Lanciano-R. Marcianise | 1-2          |

| andata      | 11ª giornata           | ritorno     |
| 9 nov. 2008 |                        | 5 apr. 2009 |
| 1-0         | Real Marcianise-Arezzo | 2-1         |

| andata       | 14ª giornata            | ritorno      |
| 30 nov. 2008 |                         | 26 apr. 2009 |
| 1-1          | Perugia-Real Marcianise | 0-1          |

| andata       | 17ª giornata              | ritorno      |
| 21 dic. 2008 |                           | 17 mag. 2009 |
| 2-2          | Real Marcianise-Gallipoli | 2-3          |

| andata       | 3ª giornata             | ritorno      |
| 14 set. 2008 |                         | 25 gen. 2009 |
| 1-0          | Crotone-Real Marcianise | 1-3          |

| andata      | 6ª giornata            | ritorno      |
| 5 ott. 2008 |                        | 22 feb. 2009 |
| 0-0         | Cavese-Real Marcianise | 1-0          |

| andata       | 9ª giornata            | ritorno      |
| 26 ott. 2008 |                        | 22 mar. 2009 |
| 1-0          | Real Marcianise-Foggia | 1-2          |

| andata       | 12ª giornata              | ritorno      |
| 16 nov. 2008 |                           | 11 apr. 2009 |
| 2-0          | Juve Stabia-R. Marcianise | 0-2          |

| andata      | 15ª giornata              | ritorno     |
| 7 dic. 2008 |                           | 3 mag. 2009 |
| 2-0         | Real Marcianise-Pistoiese | 0-1         |

### Coppa Italia
| Novara 9 agosto 2008, ore 20:30 Primo turno   | Novara    | 3 – 1       | Real Marcianise | Stadio Silvio Piola |
| \| \| \| \| \| \| Marcatori \| 75’ Tedesco \| |           |             |                 |                     |
|                                               |           |             |                 |                     |
|                                               | Marcatori | 75’ Tedesco |                 |                     |

### Coppa Italia Lega Pro
| Sorrento 8 ottobre 2008, ore ? Primo turno | Sorrento | 3 – 2 | Real Marcianise | Stadio Italia |

## Statistiche
|  |    | Classifica 2008-09 | Pt | G  | V  | N  | P  | GF | GS | DR |  |
|  | -- | ------------------ | -- | -- | -- | -- | -- | -- | -- | -- |  |
|  | 7. | Real Marcianise    | 43 | 34 | 10 | 13 | 11 | 32 | 33 | -1 |  |